# 1888 no beisebol

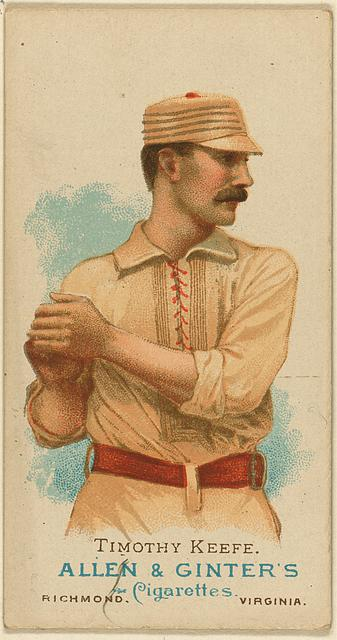
Tim Keefe, foi o líder da National League em vitórias, ERA e strikeouts na temporada de 1888.

Esta é uma lista de eventos no mundo do beisebol durante o ano de 1888.

## Campeões
- World Series: New York Giants 6,  St. Louis Browns 4
- National League: New York Giants
- American Association:  St. Louis Browns

## Grandes ligas de beisebol - times e aproveitamento

### National League
| Time                    | Vitórias | Derrotas |
| ----------------------- | -------- | -------- |
| New York Giants         | 84       | 47       |
| Chicago White Stockings | 77       | 58       |
| Philadelphia Quakers    | 69       | 61       |
| Boston Beaneaters       | 70       | 64       |
| Detroit Wolverines      | 68       | 63       |
| Pittsburg Alleghenys    | 66       | 68       |
| Indianapolis Hoosiers   | 50       | 85       |
| Washington Nationals    | 48       | 86       |

### American Association
| Time                     | Vitórias | Derrotas |
| ------------------------ | -------- | -------- |
| St. Louis Browns         | 92       | 43       |
| Brooklyn Bridegrooms     | 88       | 52       |
| Philadelphia Athletics   | 81       | 52       |
| Cincinnati Red Stockings | 80       | 54       |
| Baltimore Orioles        | 57       | 80       |
| Cleveland Blues          | 52       | 80       |
| Louisville Colonels      | 48       | 87       |
| Kansas City Cowboys      | 43       | 89       |

## Líderes

### National League
| National League |                |             |  |
| Tipo            | Nome           | Estatística |  |
| AVG             | Cap Anson CHC  | 34,4%       |  |
| HR              | Jimmy Ryan CHC | 16          |  |
| RBI             | Cap Anson CHC  | 84          |  |
| Vitórias        | Tim Keefe NYG  | 35          |  |
| ERA             | Tim Keefe NYG  | 1.74        |  |
| Strikeouts      | Tim Keefe NYG  | 335         |  |

### American Association
| American Association |                 |             |  |
| Tipo                 | Nome            | Estatística |  |
| AVG                  | Tip O'Neill STL | 33,5%       |  |
| HR                   | John Reilly CIN | 13          |  |
| RBI                  | John Reilly CIN | 103         |  |
| Vitórias             | Silver King STL | 45          |  |
| ERA                  | Silver King STL | 1.64        |  |
| Strikeouts           | Ed Seward PHA   | 272         |  |

## Eventos

### Janeiro–Março
- 2 de janeiro – Fred Dunlap assina contrato com salário de $5000 e $2000 de bônus. É o maior contrato dado a um jogador até aquela data.

## Nascimentos

### Janeiro–Abril
- 5 de janeiro – Rube Foster
- 5 de janeiro – Jesse Barber
- 10 de janeiro – Del Pratt
- 24 de janeiro – Pinch Thomas
- 10 de fevereiro – Lorenza Cobb
- 4 de março – Jeff Pfeffer
- 17 de março – Ed Klepfer
- 4 de abril – Tris Speaker
- 9 de abril – Hippo Vaughn
- 18 de abril – Duffy Lewis
- 18 de abril – Tommy McMillan
- 22 de abril – Harry Sullivan
- 26 de abril – Ray Caldwell
- 26 de abril – Olaf Henriksen
- 29 de abril – Ernie Johnson

### Maio–Agosto
- 4 de maio – Ralph Pond
- 15 de maio – Steve Yerkes
- 23 de maio – Zack Wheat
- 29 de junho – Bobby Veach
- 1º de julho – Ben Taylor
- 2 de julho – Grover Hartley
- 12 de julho – Harry Krause
- 19 de julho – Ed Sweeney
- 6 de agosto – Hy Gunning
- 10 de agosto – Charlie Hartman
- 15 de agosto – Ben Van Dyke
- 17 de agosto – Vince Molyneaux
- 31 de agosto – Wally Rehg

### Setembro–Dezembro
- 6 de setembro – Red Faber
- 8 de setembro – Joe Giannini
- 10 de setembro – Marty Krug
- 15 de setembro – Jean Dubuc
- 19 de setembro – Ralph Young
- 12 de outubro – Bill Swanson
- 26 de outubro – Dick Hoblitzel
- 29 de outubro – Earl Yingling
- 1º de novembro – Grover Gilmore
- 10 de novembro – Ben Hunt
- 5 de dezembro – Ed Porray
- 11 de dezembro – Fred Toney
- 20 de dezembro – Fred Merkle

## Mortes
- 5 de fevereiro –  Martin Powell, 31, primeira base com média de rebatidas de 28,3% na carreira que foi de 1881–1884. Liderou a National League em partidas jogadas em 1883.
- 19 de fevereiro – Live Oak Taylor, 37, jogou como campista central no  Pittsburgh Alleghenys de 1884.
- 24 de março – Bill Collver, 21, jogou 1 partida pelo Boston Red Stockings em 1885.
- 30 de março – Frank Bahret, 29?, jogou 2 partidas pelo Baltimore Monumentals da Union Association em 1884.
- 10 de abril – Denny Mack, 36?, campista interno de 1871–1883; liderou a National Association em  walks em 1872.
- 29 de abril – Charlie Ferguson, 25, arremessador que venceu 99 jogos em suas 4 primeiras temporadas, incluindo um no-hitter, pelo  Philadelphia Quakers desde 1884; com cartel de 30–9 pela equipe de 1886.
- 28 de junho –  Joe Brown, 29, arremessador em 1884–1885.
- 16 de julho – Amos Cross, 27?,  receptor pelo Louisville Colonels de 1885–87, sucedido por seu irmão Lave.
- 27 de julho – Ed Cogswell, 34, primeira base que teve média em rebatidas de 30% em 1879 e 1880.
- 12 de agosto – Favel Wordsworth, 37,  shortstop pelo Elizabeth Resolutes de 1873.
- 25 de setembro – John Bass, 40?, teve média em rebatidas de 30,3% como shortstop regular pelo Cleveland Forest Citys em 1871, sua única temporada completa.
- 16 de outubro – Ed Duffy, 44?, shortstop regular pelo Chicago White Stockings em 1871.
- 7 de novembro – Rit Harrison, 39, conseguiu 2 rebatidas em 4 vezes ao bastão em seu único jogo da carreira pelo New Haven Elm Citys pelo  1875 .
- 10 de novembro –  John Glenn, 38, jogou de 1871–1877 com média em rebatidas de 26,7%.
- 19 de novembro – Len Sowders, 27, campista central com média de 26,3% pelo  Baltimore Orioles em sua única temporada em 1886.
- 29 de dezembro – Asa Brainard, 47, arremessador pelo imbatível  Cincinnati Red Stockings de 1869.